# Evangelische Kirche (Schlechtenwegen)

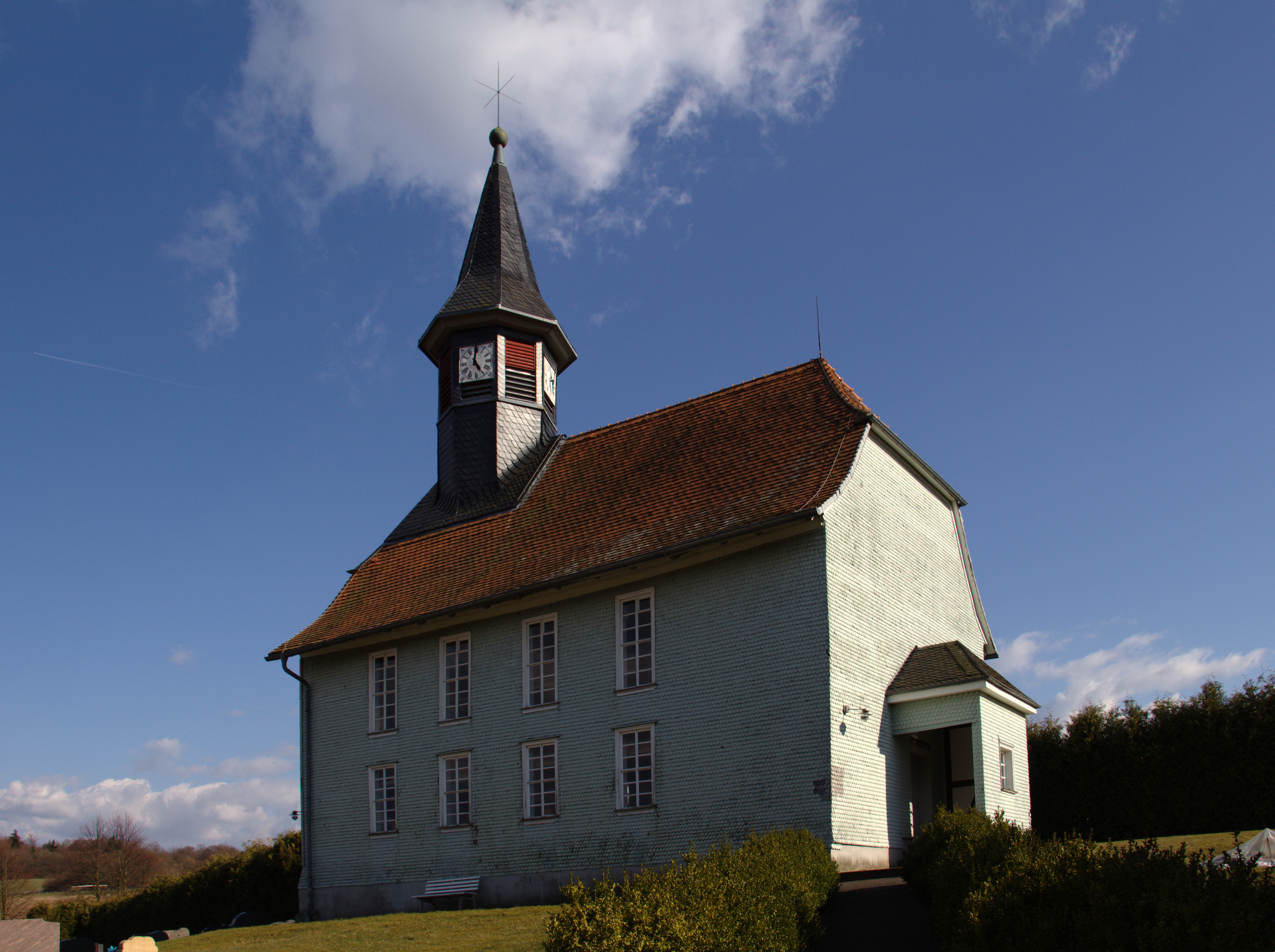
Evangelische Kirche (Schlechtenwegen)

Die evangelische Kirche Schlechtenwegen ist ein denkmalgeschütztes Kirchengebäude, das in Schlechtenwegen steht, einem Stadtteil von Herbstein im Vogelsbergkreis (Hessen). Die Kirchengemeinde gehört zum Dekanat Vogelsberg in der Propstei Oberhessen der Evangelischen Kirche in Hessen und Nassau.

## Beschreibung
Die mit Schindeln verkleidete Fachwerkkirche wurde 1703 gebaut. 1842 wurde sie durch Blitzschlag teilweise zerstört, bis 1852 dann repariert. Aus dem Krüppelwalmdach des Kirchenschiffs erhebt sich über dem Chor im Osten ein sechseckiger, schiefergedeckter Dachreiter, der mit einem spitzen Helm bedeckt ist. Das Portal befindet sich im Westen. Der Innenraum ist mit einer Flachdecke überspannt, die mit Stuck verziert ist. Die Orgel, sie steht auf der Empore über dem Flügelaltar, wurde 1897 von Adam Eifert gebaut.